# Boliviansk fjärilsciklid
Boliviansk fjärilsciklid (Mikrogeophagus altispinosus) är en art bland cikliderna som förekommer i Bolivia och Brasilien. I naturen blir de sällan längre än cirka 5,6 centimeter långa, men hanar kan i akvarier bli upp till och med 10 centimeter långa. Honorna blir vanligtvis något mindre.

## Källor

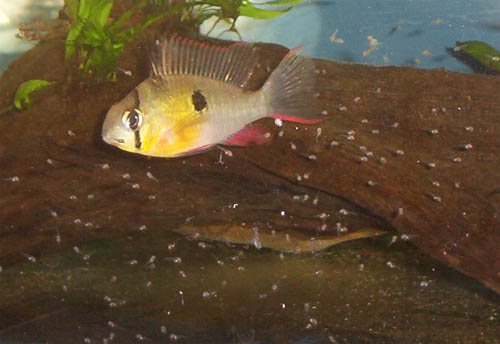
Hona med yngel.